# Laura Gómez (Schauspielerin)

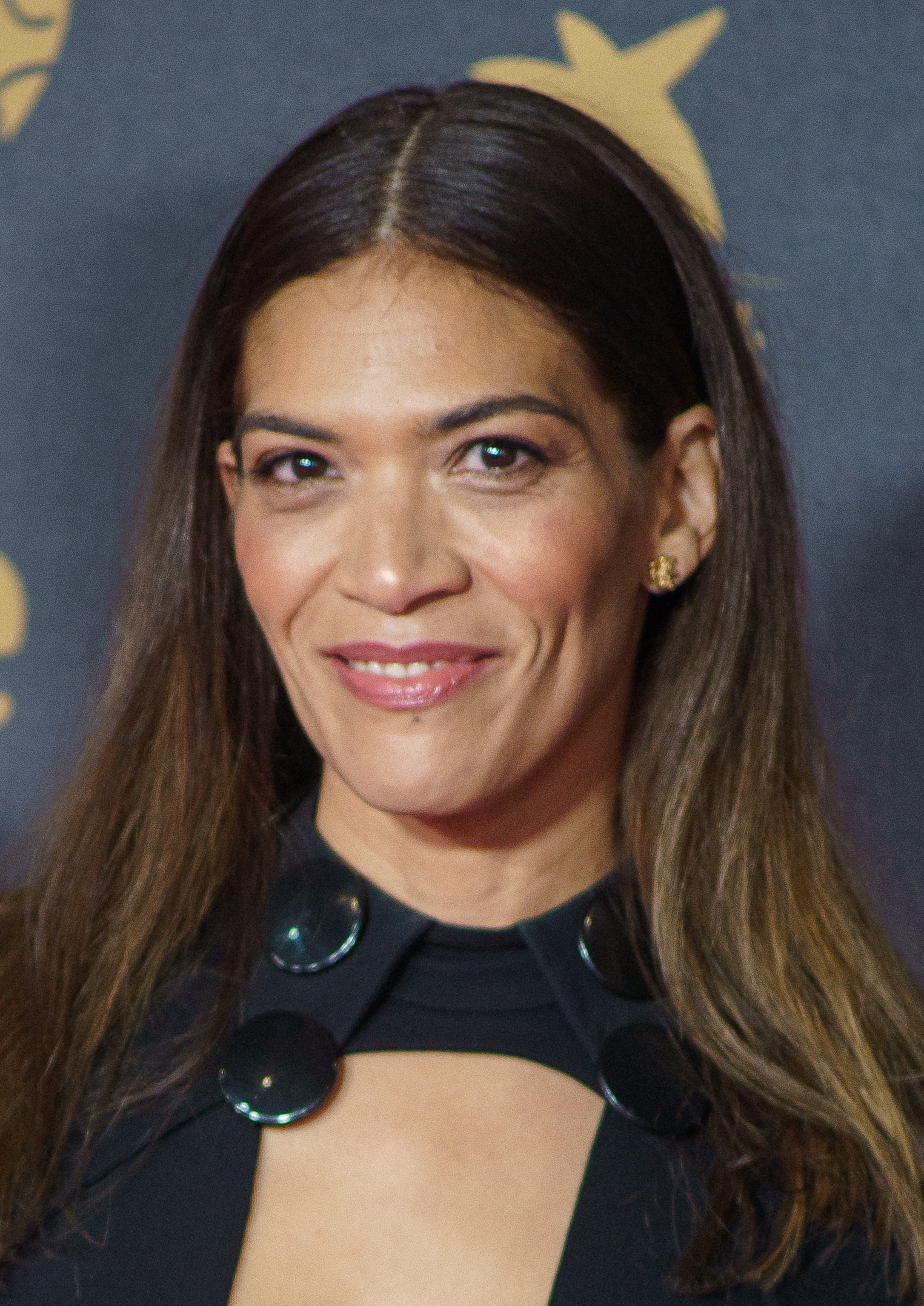
Laura Gómez, 2024

Laura Gómez (* 15. November 1979 in New Jersey, USA) ist eine dominikanische Schauspielerin, Sprecherin, Autorin und Regisseurin. Sie wurde als Blanca Flores in Orange Is the New Black bekannt. Gómez ist ein Mitglied des Spanischen Repertory Theaters.

## Leben
Gómez war neun Jahre alt, als sie in ihrer Schule mit Schauspielunterricht anfing und war von dem Gedanke, Schauspielerin zu werden, begeistert. Gómez wuchs in Santo Domingo auf und arbeitete als Schauspielerin und Reporterin. Sie zog mit 21 Jahren nach New York, um auf eine Schauspielschule zu gehen.

## Karriere
Im Jahr 2011 war Laura Empfängerin des IX.Screenwriting Developing Grant der Carolina Foundation in Spanien.
Laura hat in mehreren Kurzfilmen mitgewirkt, darunter To Kill a Roach – Gewinnerin des NYU Technisphere Award 2012 für herausragende Leistungen – und Hallelujah, die sie auch geschrieben, produziert und inszeniert hat.
2013 fing Gómez an, bei Orange Is The New Black die Rolle von Blanca Flores zu spielen.

## Filmografie
- 1982: Ma femme s’apelle reviens
- 1998: Victimas del poder
- 2000: Provocaion
- 2004: Relatos (TV-Serie)
- 2008: Pinchos y rolos (Kurzfilm)
- 2008: Law & Order (TV-Serie)
- 2008: Crimen
- 2009: Cleaning Law (Kurzvideo)
- 2009: Nueva York (Kurzfilm)
- 2012: To Kill a Roach (Kurzfilm)
- 2012: Cheesecake and Tango (Kurzfilm)
- 2013: Truth Will Out (Kurzfilm)
- 2013–2019: Orange Is the New Black (TV-Serie)
- 2014: Hit Women
- 2014: Yo, la peor de todas (Kurzfilm)
- 2014: Hallelujah
- 2014–2015: Law & Order: Special Victims Unit (TV-Serie)
- 2015: Trabajo
- 2015: Show Me a Hero
- 2015: Uniform (Kurzfilm)
- 2016: Exposed
- 2017: Sambá
- 2017: Maggie Black
- 2020: Anne+ (TV-Serie)
- 2020: The Last O.G. (TV-Serie)
- 2022: Upon Entry
- 2024: Safari
- 2024: La Cocina – Der Geschmack des Lebens (La Cocina)
- 2024: Mariposas Negras